# Mia Griffin
Mia Griffin (Glenmore, 30 dicembre 1998) è una pistard e ciclista su strada irlandese che corre per il team Roland. Attiva in formazioni UCI dal 2021, nel 2024 ha partecipato ai Giochi olimpici di Parigi.

## Palmarès

### Pista
- 2017

Campionati irlandesi, Inseguimento a squadre (con Orla Fox, Imogen Cotter e Hilary Hughes)
- 2021

1ª prova Coppa delle Nazioni, Inseguimento a squadre (San Pietroburgo, con Lara Gillespie, Alice Sharpe e Kelly Murphy)
- 2022

Grand Prix Brno, Americana (con Emily Kay)
Troféu Alves Barbosa, Americana (con Lara Gillespie)
- 2024

Trois Jours d'Aigle, Scratch

### Strada
- 2025 (Roland, una vittoria)

2ª tappa Tour El Salvador (San Miguel > Boulevard Gerardo Barrios)

#### Altri successi
- 2023 (Israel Premier Tech Roland)

1ª tappa Rás na mBan (Kilkenny > Callan)
4ª tappa Rás na mBan (Tramore > Tramore)
- 2024 (DAS - Hutchinson - Brother - UK)

1ª tappa Rás na mBan (Kilkenny > Callan)
3ª tappa Rás na mBan (Kilkenny > Gorey)
Classifica generale Rás na mBan

## Piazzamenti

### Competizioni mondiali
- Campionati del mondo su pista

Pruszków 2019 - Inseguimento a squadre: 10ª
Berlino 2020 - Inseguimento a squadre: 8ª
Roubaix 2021 - Inseguimento a squadre: 5ª
Roubaix 2021 - Inseguimento individuale: 8ª
Saint-Quentin-en-Yvelines 2022 - Americana: 13ª
Ballerup 2024 - Americana: 7ª
- Giochi olimpici

Parigi 2024 - Inseguimento a squadre: 9ª

### Competizioni continentali
- Campionati europei su pista

Aigle 2018 - Inseguimento individuale Under-23: 10ª
Aigle 2018 - Corsa a punti Under-23: 12ª
Aigle 2018 - Omnium Under-23: 12ª
Glasgow 2018 - Inseguimento a squadre: 10ª
Glasgow 2018 - Inseguimento individuale: 21ª
Gand 2019 - Inseguimento individuale Under-23: 8ª
Gand 2019 - Corsa a punti Under-23: 16ª
Apeldoorn 2019 - Inseguimento a squadre: 9ª
Fiorenzuola d'Arda 2020 - Inseguimento individuale Under-23: 3ª
Fiorenzuola d'Arda 2020 - Scratch Under-23: 7ª
Fiorenzuola d'Arda 2020 - Corsa a punti Under-23: 5ª
Fiorenzuola d'Arda 2020 - Americana Under-23: 4ª
Grenchen 2021 - Inseguimento a squadre: 3ª
Grenchen 2021 - Corsa a eliminazione: 18ª
Grenchen 2021 - Inseguimento individuale: 8ª
Monaco di Baviera 2022 - Inseguimento a squadre: 6ª
Monaco di Baviera 2022 - Corsa a punti: 9ª
Monaco di Baviera 2022 - Americana: 9ª
Grenchen 2023 - Corsa a eliminazione: 10ª
Grenchen 2023 - Inseguimento a squadre: 5ª
Grenchen 2023 - Corsa a punti: 9ª
Apeldoorn 2024 - Scratch: 10ª
Apeldoorn 2024 - Corsa a eliminazione: 16ª
Apeldoorn 2024 - Inseguimento a squadre: 4ª
Heusden-Zolder 2025 - Scratch: 7ª
Heusden-Zolder 2025 - Americana: 5ª
- Giochi europei

Minsk 2019 - Inseguimento individuale: 7ª
Minsk 2019 - Inseguimento a squadre: 5ª